# David Ochieng
David Ochieng (Nairobi, 7 ottobre 1992) è un calciatore keniota, difensore del Mathare Utd.

## Palmarès

### Club

#### Competizioni nazionali
- Kenyan Premier League: 1

Tusker: 2012
- North American Soccer League: 1

N.Y. Cosmos: 2016